# Dobrinja (Modriča, BiH)
Dobrinja je naselje u općini Modriča, Republika Srpska, BiH.

## Stanovništvo
Nacionalni sastav stanovništva 1991. godine, bio je sljedeći:
ukupno: 437
- Hrvati - 395
- Srbi - 6
- Muslimani - 2
- Jugoslaveni - 18
- ostali, neopredijeljeni i nepoznato - 16